# Our Hearts Will Beat As One
Our Hearts Will Beat As One es el segundo álbum en solitario del músico pop rock y cantautor portugués David Fonseca. Se lanzó en Portugal en octubre de 2005. El primer sencillo single del álbum fue Who Are U?. el tercer sencillo fue Our Hearts Will Beat As One que alcanzó el número 1 en MTV's Hit List Portugal.

## Temas
1. "Who Are U?"
2. "Swim"
3. "Cold Heart"
4. "Hold Still (featuring Rita)"
5. "Start Over Again"
6. "Come Into My Heart"
7. "Our Hearts Will Beat As One"
8. "The Longest Road"
9. "Open Legs Wide"
10. "Bu_urn"
11. "Adeus, Não Afastes Os Teus Olhos Dos Meus"

## Recepción por la crítica
Our Hearts Will Beat As One fue aclamado por la crítica, y en todos los medios y fue elegido como el álbum pop del año en Portugal, inclusive antes de acabar dicho año. El álbum se alzó directamente en el número uno en las listas de ventas nacionales y alcanzó el nivel de disco de oro, en su primera semana de salir a la venta

### Sencillos
- "Who Are U?" (2005)
- "Hold Still" (con Rita Redshoes) (2006)
- "Our Hearts Will Beat As One" (2006)

## Trivia
- David Fonseca grabó una pista adicional llamado When U Hit The Floor para la edición exclusiva que se vende sólo en las tiendas FNAC.

- Datos: Q3282376